# 러시아-우즈베키스탄 관계
러시아-우즈베키스탄 관계(러시아어: Российско-узбекские отношения, 우즈베크어: Oʻzbekiston — Rossiya munosabatlari)는 러시아와 우즈베키스탄 간의 양국 관계를 가리킨다. 두 나라 모두 외교 공관을 두고 있다. 러시아는 우즈베키스탄 타슈켄트에 대사관을 두고 있고 우즈베키스탄은 러시아 모스크바에 대사관을 두고 있다.

## 개요

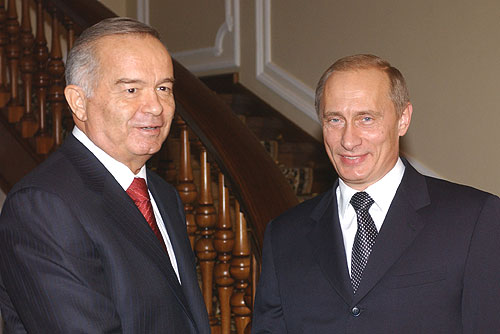
이슬람 카리모프 우즈베키스탄 대통령과 블라디미르 푸틴 러시아 대통령 (2004년 촬영)

우즈베키스탄은 1924년부터 1991년까지 소련을 구성하던 공화국 가운데 하나였다. 우즈베키스탄은 1991년에 소련의 붕괴와 함께 독립했고 1992년 3월 20일에 러시아와 외교 관계를 수립했다. 우즈베키스탄은 1993년 11월에 숨이라는 통화를 도입하기 이전까지 소련 루블 화폐를 사용했다. 그 이후로 우즈베키스탄은 정치적으로 러시아에서 멀어졌다.
러시아의 강대국 정치에서 우즈베키스탄과의 좋은 관계는 중앙아시아 지역에서 핵심을 이룬다. 반면 우즈베키스탄은 러시아, 중국, 미국 및 그 외의 국가와 좋은 관계를 갖는 "다중 벡터 정책"을 따른다. 특히 우즈베키스탄은 이슬람 카리모프 대통령 시대부터 러시아와 서방권 사이에서 보다 균형잡힌 외교 정책을 추구했는데 이러한 정책은 샤브카트 미르지요예프 대통령 시대에도 이어지고 있다.
우즈베키스탄은 1994년에 러시아가 주도하는 군사 동맹 기구인 집단안보조약기구(CSTO)에 가입했으나 1999년에 일어난 코소보 전쟁을 계기로 일시 탈퇴했다. 우즈베키스탄은 2001년에 민주주의와 경제 발전을 위한 구암 기구(GUAM)라는 동맹에 가입했다. 이 기구는 2005년에 우즈베키스탄이 탈퇴할 때까지 GUUAM이라고 불렀다. 2003년에는 러시아의 국영 가스 기업인 가스프롬이 우즈베키스탄의 파이프라인 네트워크를 인수했다. 같은 해에 우즈베키스탄은 경제적으로 회복된 러시아에 가스 수출을 시작했다.
2005년 5월에 우즈베키스탄 정부군의 반정부 시위 진압 과정에서 일어난 안디잔 학살의 여파로 인하여 우즈베키스탄과 서방권 국가들 간의 외교 관계가 악화되었다. 이에 우즈베키스탄 정부는 미국이 카르시-하나바드 공군기지에서 철수할 것을 요구했다. 2005년 11월 14일에는 이슬람 카리모프 우즈베키스탄 대통령과 블라디미르 푸틴 러시아 대통령이 러시아 모스크바에서 상호 협력 협정을 맺었다. 2006년 6월에는 우즈베키스탄이 집단안보조약기구(CSTO)에 재가입했다.
우즈베키스탄 정부는 2012년 6월 28일에 집단안보조약기구(CSTO)에서 공식적으로 탈퇴하기로 결정했다. 일부에서는 이러한 움직임이 서방권으로의 외교 정책의 전환을 의미하는지에 대한 논쟁을 불러일으켰다. 그러나 우즈베키스탄은 여전히 러시아, 중국이 속해 있는 국제 기구인 상하이 협력 기구(SCO) 회원국으로 남아 있다. 러시아는 2014년에 우즈베키스탄과의 양국 관계를 증진시키기 위해 우즈베키스탄의 대러시아 부채 가운데 거의 전부를 탕감했다.
2014년에 일어난 러시아의 크림반도 합병 이후에 우즈베키스탄 북부에 위치한 자치 공화국인 카라칼파크스탄 공화국의 분리주의 운동은 더욱 거세졌다. 많은 카라칼파크인들이 일자리 때문에 카자흐스탄, 러시아, 대한민국으로 이주했는데 이러한 소수 민족들은 친러시아 성향이라고 여겨진다. 우즈베키스탄 정부는 2014년에 국영 통신사인 자혼(Jahon)을 통해 공개된 공식 성명을 통해 "최근 우크라이나에서 일어나고 있는 일련의 사태는 특정 국가의 주권과 영토 보전에 대한 위협을 야기한다. 이는 우즈베키스탄에 깊은 불안과 우려를 가져온다."고 지적했다. 하지만 우즈베키스탄 정부는 2018년에 크림반도와 관련된 유엔 총회 결의안 2건에 반대표를 던졌다.
셰르조드 아사도프 우즈베키스탄 대통령 대변인은 페이스북 계정 게시글을 통해 "우즈베키스탄 정부는 2022년 러시아의 우크라이나 침공에 대해 균형 있고 중립적인 입장을 취하고 있다. 러시아와 우크라이나 양측이 조만간 상호 수용 가능한 방법을 찾아 상황을 해결하고 더 이상 확대되지 않기를 바란다."고 밝혔다. 우즈베키스탄 정부는 러시아의 우크라이나 침공에 대하여 "우즈베키스탄 정부는 우크라이나 돈바스 지방의 친러시아 분리주의 반군이 수립한 미승인 국가인 도네츠크 인민공화국·루간스크 인민공화국을 주권 국가로 승인하지 않는다. 우즈베키스탄 정부는 우크라이나의 독립, 주권, 영토 보전을 지지하며 분쟁의 평화적인 해결을 원하고 있다. 또한 우즈베키스탄 정부는 분쟁 당사국인 러시아·우크라이나와의 협력 관계를 구축할 의사를 갖고 있음을 밝힌다."고 전했다.

## 경제 관계
우즈베키스탄의 대외 무역에서 약 20%를 차지하는 러시아는 우즈베키스탄의 가장 중요한 무역 및 경제 파트너이다. 1995년부터 2009년 사이에 양국 간 교역액은 17억 1,300만 달러에서 25억 4,000만 달러로 증가했다. 러시아 정부의 통계에 따르면 2016년 양국 간 교역액은 27억 2,600만 달러에 달했으며 여기에는 러시아가 우즈베키스탄에서 수입한 19억 6,500만 달러가 포함된다. 이 수치는 우즈베키스탄이 러시아 상품의 시장임을 보여준다.
- 우즈베키스탄에 대한 러시아의 수출 품목: 석유 제품(17%), 철 및 비철 금속(약 17%), 기계 및 전기 장비(15%), 목재 및 종이(15%)[29]
- 우즈베키스탄에 대한 러시아의 수입 품목: 천연 가스(32%), 섬유 제품(약 20%), 신선 및 가공 과일 및 채소(4.5%)[29]

이 수치는 천연가스 최대 수출국 가운데 하나인 러시아가 해외 시장에 재판매하기 위해 우즈베키스탄에서 가스를 구매하고 있음을 보여준다.
러시아의 결제 시스템인 미르(Mir)와 우즈베키스탄의 은행간 결제 시스템 우즈카드(Uzcard) 사이에 협정이 체결되어 있다. 이 때문에 우즈베키스탄은 미르 결제 시스템에 가입한 카드에서 국경 간 송금을 허용한다. 송금은 러시아 루블 화폐로 보내지며 사용자에게 유리한 비율로 우즈베키스탄의 수취인 계정에 숨 화폐로 입금된다. 서비스 이용 시에는 별도의 이체 수수료가 부과되지 않는다.
2022년에 첫 6개월 동안 러시아에서 우즈베키스탄으로 53억 미국 달러 상당의 국가 간 송금이 이루어졌는데 이는 2021년에 같은 기간보다 2.4배 증가한 수치이다.
2010년대에는 우즈베키스탄에서 온 많은 이주노동자들이 러시아에서 일했는데 그들은 우즈베키스탄의 경제에 상당한 기여를 했다. 러시아 은행의 통계에 따르면 2016년에만 러시아에서 우즈베키스탄으로 송금한 금액이 27억 4,100만 미국 달러에 달했다.

## 같이 보기
- 러시아의 대외 관계
- 우즈베키스탄의 대외 관계
- 러시아계 우즈베키스탄인
- 유라시아 연합
- 상하이 협력 기구